# Россини, Патрик
Патрик Россини (нем. Patrick Rossini; род. 2 апреля 1988, Джубьяско, округ Беллинцона, кантон Тичино, Швейцария) — швейцарский и итальянский футболист, нападающий клуба «Парадизо».

## Клубная карьера
Карьеру игрока начал в юношеской команде «Лугано», откуда в возрасте 17 лет перешёл в стан «Беллинцоны». В составе последней Россини дебютировал на взрослом уровне, проведя три матча в Челлендж-лиге сезона 2005/06. В то же самое время молодым форвардом заинтересовался миланский «Интер», но за полгода в системе клуба Россини не удалось в полной мере проявить себя. По настоящему раскрыться у нападающего получилось в составе «Шаффхаузена», с которым Патрик пережил падение в третий дивизион и возвращение в Челлендж-лигу. В сезонах 2012/13 и 2013/14 он становился лучшим бомбардиром Лиги Промоушен и Челлендж-лиги, соответственно. Вслед за этими успехами последовал интерес из Суперлиги, и в сезоне 2014/15 Россини становится игроком «Цюриха», но на высшем уровне проявить себя форварду не удалось — аренда в «Лугано» и победа в Челлендж-лиге во второй половине сезона 14/15. Вторая попытка покорить Суперлигу предоставилась Россини уже в следующем сезоне: «Цюрих» не стал продлевать с игроком контракт, в результате чего «Лугано» Россини достался абсолютно бесплатно. 26 июля 2015 года Россини забивает первый гол в Суперлиге в ворота «Туна». Но и в составе «Лугано» ему удалось отыграть всего полсезона. С зимы 2016 года Россини стал игроком «Арау», сначала на правах аренды, а с сезона 2016/17 на полноправной основе.

## Достижения
- Лучший бомбардир Лиги Промоушн: 2012/13
- Лучший бомбардир Челлендж-лиги: 2013/14
- Победитель Челлендж-лиги Швейцарии: 2014/15